# Introduction to Destruction
Introduction to Destruction és el primer DVD de Sum 41. Va ser lliurat l'any 2001.

## Continguts
- Un esgotat concert en viu filmat a Londres a la Astoria
- Tots els vídeos musicals en el moment incloent outtakes, comentari, i "darrere de les escenes".
- 5 pel·lícules casolanes del Sums en el grau 11
- 5 pel·lícules (amb comentari opcional)
- Fotografies
- I un especial "ocult" enllaç a una pàgina web (no en servei actualment)

## Llista de pistes del xou a Astoria
1. "Motivation"
2. "Nothing On My Back"
3. "Makes No Difference"
4. "Rhythms"
5. "In Too Deep"
6. "All She's Got"
7. "Handle This"
8. "Machine Gun"
9. "Crazy Amanda Bunkface"
10. "It's What We're All About"
11. "Fat Lip"